# Transocean-Air-Lines-Flug 512
Am 12. Juli 1953 stürzte eine Douglas DC-6A auf dem Transocean-Air-Lines-Flug 512 von Wake nach Honolulu aus ungeklärten Gründen in den Pazifischen Ozean. Bei dem Unfall kamen alle 58 Insassen ums Leben.

## Flugzeug
Die im September 1949 von der Douglas Aircraft Company gefertigte Maschine (Kennzeichen: N90806, c/n: 42901/153) war der technische Prototyp des Frachtflugzeugs Douglas DC-6A, das gegenüber der Basisversion einen verlängerten Rumpf und leistungsfähigere Triebwerke besaß. Die Maschine wurde am 3. Juli 1951 vom Hersteller zunächst an die Slick Airways und von dieser am 28. Juli 1952 weiter an die Transocean Air Lines verkauft. Die Gesellschaft baute das Flugzeug nachträglich um, so dass eine wahlweise Beförderung von Passagieren oder Fracht möglich wurde. Bis zum Eintritt des Unfalls hatte die Maschine 6.235 Flugstunden absolviert.

## Flugverlauf
Die Douglas DC-6 führte einen transpazifischen Charterflug von Guam nach Oakland durch. Auf Wake Island sowie in Honolulu (Hawaii) waren planmäßige Zwischenlandungen vorgesehen. Das Flugzeug hob um 10:04 Uhr Ortszeit (00:04 GMT) in Guam ab. Die erste Etappe zum Atoll Wake verlief ohne besondere Vorkommnisse. Nach der Ankunft wurde die Maschine betankt und nahm einen weiteren Passagier an Bord. Die Besatzung erhielt vom Wetterdienst die Information, dass zwischen Wake und Hawaii ein langgestrecktes Hochdruckgebiet läge, an dessen Randzonen sich hochaufragende Cumulonimbus-Wolken bilden könnten. Laut Vorhersage der Meteorologen wären auf dem Flug nur leichte Turbulenzen zu erwarten, weil der geplante Routenverlauf südlich an dieser Wetterfront vorbeiführen würde.
Um 18:58 Uhr Ortszeit (06:58 GMT) startete die Douglas DC-6 zum Weiterflug nach Honolulu. Die Flugzeit für diesen Streckenabschnitt war mit 9 Stunden und 3 Minuten kalkuliert worden. Nachdem die Maschine eine Distanz von 100 NM (185 Kilometer) zurückgelegt hatte, meldete sich die Besatzung um 19:29 Uhr Ortszeit (07:29 GMT) routinemäßig bei der Flugsicherung und teilte ihre Position mit. Die Piloten gaben an, dass sie die freigegebene Reiseflughöhe von knapp 4.600 Meter (15.000 Fuß) vor zwei Minuten erreicht hätten. Eine Stunde später (um 08:29 GMT) erfolgte eine weitere Positionsangabe (19° 48' N 171° 48' E). Zu diesem Zeitpunkt befand sich die Maschine etwa 545 Kilometer (294 NM) von Wake entfernt in unveränderter Flughöhe zwischen zwei Wolkenschichten. Dies war der letzte Funkkontakt mit den Piloten.
Die Besatzung des Schiffes USNS Barrett entdeckte am 13. Juli um 18:08 Uhr Ortszeit (06:08 GMT) etwa 605 Kilometer östlich von Wake treibende Trümmer (Position: 19° 49' N 172° 25' E). Am folgenden Tag wurden vierzehn Todesopfer, Bruchstücke der Kabinenverkleidung, Sitzkissen, Gepäckteile sowie weitere leichte Gegenstände geborgen, darunter auch sechs unbenutzte Rettungswesten sowie alle fünf Rettungsflöße. Im Verlauf der dreitägigen Suchaktion sichtete man elf weitere Leichen, deren Bergung aber wegen des starken Seeganges nicht möglich war. Unter Berücksichtigung der Meeresströmungen und des Fundorts der Trümmer wurde berechnet, dass der Unfallort circa 85 Kilometer (45 NM) östlich der letzten gemeldeten Position des Flugzeugs lag. Die Entfernung nach Wake Island betrug rund 630 Kilometer (340 NM). Der Unfall ereignete sich etwa 12 Minuten nach dem letzten Funkkontakt.

## Unfalluntersuchung
Die Unfallursache konnte nicht ermittelt werden, weil weder Trümmer des Rumpfes noch der flugrelevanten Systemgruppen vorlagen.
Der Zustand der Leichen sowie die an den Rettungsflößen festgestellten Beschädigungen deuteten darauf hin, dass die Maschine unkontrolliert abstürzte und mit hoher Kraft im Meer aufschlug. Vermutlich zerbrach das Flugzeug beim Aufprall. Die Wrackteile versanken in etwa 3,2 Kilometer Wassertiefe und konnten nicht lokalisiert werden.
Eine Durchsicht der Wartungsprotokolle sowie Befragungen des technischen Personals in Wake erbrachten keine Hinweise auf einen technischen Defekt oder auf eine falsch ausgeführte Betankung der Maschine. Ebenso wurden an den Opfern und Fundstücken keine Spuren nachgewiesen, die auf einen Brand an Bord hindeuteten. Die Explosion eines Sprengsatzes konnte zwar nicht ausgeschlossen werden, jedoch führten polizeiliche Nachforschungen im privaten Umfeld der Passagiere nicht zu Ansätzen, die diese Theorie erhärteten.
Ein Kapitän der Pan American World Airways, der einen Linienflug in Gegenrichtung absolviert und das betreffende Gebiet zeitgleich etwa 55 Kilometer (30 NM) nördlich der Unfallstelle passiert hatte, berichtete von schweren Gewittern sowie von sehr starken Turbulenzen in der Region. Es konnte nicht festgestellt werden, ob das Schlechtwettergebiet in seiner südlichen Ausdehnung an die Flugroute der verunglückten Maschine heranreichte und der Absturz möglicherweise wetterbedingt verursacht wurde.